# Чеза Бјанко (Бјела)
Чеза Бјанко је насеље у Италији у округу Бијела, региону Пијемонт.
Према процени из 2011. у насељу је живело 64 становника. Насеље се налази на надморској висини од 442 м.